# Vražda ve Slopném
Vražda ve Slopném byla událost, při které ve čtvrtek 22. nebo pátek 23. září 2011 zemřel 77letý důchodce Miroslav Sedlář z obce Slopné na Zlínsku. Za loupežnou vraždu byli odsouzeni Maroš Straňák na 24,5 roku a David Šimon na 20,5 roku. 
Vrchní soud v Olomouci muže odsoudil na základě svědectví dvou recidivistů, kterým se Straňák údajně k vraždě ve vazbě přiznal. Jeden z nich ale v roce 2023 přiznal, že tehdy lhal a jeho motivací byla snaha zkrátit si trest. Jako k významným důkazům soud přihlížel také k pachovým stopám, které jsou však obecně považovány za velmi nespolehlivé.
V případu je však mnoho nesrovnalostí, časových rozporů a nezodpovězených otázek. Dozorující státní zástupce kauzy Leo Foltýn zatajil před vynesením pravomocného rozsudku informaci, že DNA nalezená na kukle s krví oběti patří slovenskému osmnáctkrát trestanému recidivistovi Zoltánu Kovácsovi. Soud neřešil, že Sedlář měl v domě dílnu, kde prováděl ilegální úpravy zbraní, se kterými obchodoval s mafií na Slovensku. Případem se zabývá Národní centrála proti organizovanému zločinu i Ministerstvo spravedlnosti.
Obhájci odsouzených požádali v roce 2023 o obnovu procesu. Návrh na povolení obnovy řízení začala zlínská pobočka Krajského soudu v Brně projednávat 1. února 2024, jednání bylo odročeno na 11. března 2024, a poté na 4. dubna. Tehdy soudce Pavel Dvorský připustil provedení dalších důkazů a jednání odročil na 30. dubna.
Dne 15. července 2024 zlínská pobočka Krajského soudu v Brně návrh na povolení obnovy řízení zamítla. Podle soudce Pavla Dvorského se v případu neobjevily nové důkazy. Odsouzení proti tomuto rozhodnutí podali stížnost k Vrchnímu soudu v Olomouci.

## Okolnosti vraždy podle rozsudku Vrchního soudu v Olomouci
Podle rozsudku Vrchního soudu v Olomouci ze 3. června 2014 Straňák a Šimon 22. září 2011 ve večerních hodinách, pravděpodobně mezi 19. a 20. hodinou, vnikli do Sedlářova domu s cílem zmocnit se pro vlastní obohacení peněz a šperků v majetku manželů Sedlářových. Miroslava Sedláře proto na chodbě, v kuchyni i v obývacím pokoji opakovaně a vytrvale hrubě a surově fyzicky napadali, škrtili a bili po celém těle a kovovým předmětem a kopanci a dupáním mu zasadili velmi vysokou silou až s enormní intenzitou nejméně 30 ran do hlavy. 
Poté v domě podle rozsudku odcizili 3000 korun. Ukradli také Sedlářův snubní prsten a prsteny a řetízky jeho manželky v ceně min. 14100 korun. 
Pachatelé mu způsobili rozsáhlé zlomení lebky s hluboce vpáčenými zlomeninami, rozsáhlá prokrvácení v mozku, krevní výrony a zhmoždění v oblasti čela, levé spánkové krajiny, úst, nosu a zhmoždění krku. U poškozeného následoval otok mozku, doprovázený vdechnutím žaludečního obsahu do plic. V důsledku zranění neslučitelných se životem nejpozději 23. září 2011 mezi 12.30 a 14.30 hodin zemřel.

## Následný vývoj
Rodina nalezla muže mrtvého 23. září 2011. Seděl na gauči v obýváku a oblečení měl kompletně zmáčené od krve. Podle přivolané lékařky záchranné služby bylo na místě už uklizeno a rodina „za žádnou cenu“ nechtěla volat policii. Lékařku přemlouvali, ať do protokolu napíše, že šlo o náhodnou smrt. Po nátlaku rodiny tedy uvedla, že smrt nastala v důsledku pádu ze schodů. 
Rodina v dalších dnech pokračovala v úklidu – s využitím Jaru a Sava vydezinfikovala podlahy, přestříkala zakrvácené zdi vápnem a vyhodila znečištěné věci z domu do kontejnerů.
Dne 26. září však patolog kontaktoval policii se zjištěním, že důchodce byl brutálně zavražděn. Na jeho těle zjistil nejméně 30 ran do hlavy a dalších částí těla.
Policie pak nedaleko od Slopného našla v poli u silnice odhozenou pletenou kuklu a silné rukavice, nedaleko ležel také Sedlářův mobilní telefon. Na kukle byla později nalezena krev Miroslava Sedláře a DNA neznámého muže.
Rodina na počátku tvrdila, že se z domu nic neztratilo a že dům ani nevypadal, že by ho někdo prohledával. Později však uvedla, že se ztratilo několik šperků a peníze z peněženky oběti. Nikdo z příbuzných však nebyl schopen říct, jestli zavražděný v peněžence nějaké peníze měl. Ve skříni v obývacím pokoji se navíc mezi ručníky našlo 80 000 korun a na ledničce v kuchyni zůstaly stříbrné hodinky. Další šperky ležely vedle šperkovnice manželky, ze které přitom měly zmizet zlaté prsteny.

## Soudní proces
Dne 1. října 2012 policisté z vraždy obvinili Maroše Straňáka a Davida Šimona. Zlínská pobočka Krajského soudu v Brně je nejprve v srpnu 2013 pro nedostatek důkazů zprostil obžaloby. Jediným důkazem proti obžalovaným totiž byly pachové stopy. Při nakládání s nimi se navíc tehdy zjistila „jistá pochybení“. „Na vnitřních klikách, pokud byly čištěny jarem a savem, může být odběrný materiál? Pokud je koberec vytažen po několika dnech z kontejneru, mohou tam být pachové stopy? Ty shody nejsou důkaz, ale guláš,“ komentoval výpovědní hodnotu pachových stop tehdejší obhájce Pavel Fišer. V roce 2014 Vrchní soud v Olomouci však oba muže odsoudil za loupežnou vraždu – Maroše Straňáka na 24,5 roku a Davida Šimona na 20,5 roku.

### Obnova procesu
Obhájci odsouzených po zjištění závažných nových skutečností třikrát požádali o obnovu řízení - na podzim 2014, v roce 2016 a na podzim 2019. Zlínská pobočka Krajského soudu v Brně však žádosti vždy zamítla, ačkoli šlo např. o zjištění alibi Šimona na dobu vraždy nebo o důkazy masivní nespolehlivosti pachových stop, které byly v procesu nepřímým důkazem viny.

## Některé nesrovnalosti a rozpory v případu
- Případ byl uzavřen jako loupežná vražda. Některé cennosti i peníze přitom na místě vraždy zůstaly nedotčené. Naopak soud neřešil, že Sedlář měl v domě dílnu, kde prováděl ilegální úpravy zbraní, se kterými obchodoval s mafií na Slovensku.

- Dozorující žalobce kauzy Leo Foltýn zatajil před vynesením pravomocného rozsudku informaci, že DNA nalezená na kukle s krví oběti patří slovenskému 18x trestanému recidivistovi Zoltánu Kovácsovi.[19] Kroky tehdejšího žalobce se už zabývá Národní centrála proti organizovanému zločinu i Ministerstvo spravedlnosti.[7]

- Zlínští vyšetřovatelé Kovácse pouze jednou vyslechli. V roce 2014 se ho zeptali, jestli má s vraždou nebo s Miroslavem Sedlářem něco společného. Když řekl, že ne, jeho prověřování odložili. Novinářkám Seznam Zpráv Kovács v roce 2023 přiznal, že měl na zavražděného vazby. Zločinecká skupina, ke které patřil, obchodovala se Sedlářem se zbraněmi. V kruzích nelegálního ozbrojování byl podle Kovácse Sedlář „velmi známou personou“: „Dejme tomu, že nepřevrtal jednu ani dvě hlavně za měsíc. To byla stálá výroba,“ uvedl Kovács.[5] Policie o Sedlářových aktivitách v této oblasti věděla: „Sedlář měl ve sklepě dílničku a tam opravoval lidem zbraně, tlumiče a tak dál. A já osobně se můžu domnívat, že rodina před námi některé věci stoprocentně uklidila," uvedl hlavní vyšetřoval případu Pavel Kucík.[6] I přes úklid rodiny policie v Sedlářově domě našla zbytky tlumičů, náboje a hlavně. Rodina tvrdí, že nevěděla, čím se Sedlář zabýval.[20]

- Existují rozpory v časové ose případu. Podle rozsudku útok na Miroslava Sedláře proběhl ve čtvrtek 22. září večer, pravděpodobně mezi 19. a 20. hodinou. Existuje však svědek, který Sedláře viděl ve 22.30 živého - stál podle něj před svým domem a mluvil s mužem v kukle. Přivolaná lékařka dobu smrti stanovila až na pátečních zhruba 16.30, k útoku by tak podle lékařů došlo asi hodinu předtím. Podle soudního lékaře Marka Vitovjáka mohl totiž Sedlář se svými zraněními přežít maximálně desítky minut.[21]

- Šimon má alibi na dobu vraždy, stanovenou soudem.[21] Když se to zjistilo, soudce Radomír Koudela však nový proces zamítl s tím, že k vraždě mohlo dojít i jindy. Kdyby se ale doba vraždy posunula, rozpadla by se časová osa případu na jiných místech.[22]

- Soud Straňáka a Šimona odsoudil na základě svědectví bratranců Rakašových, recidivistů, kterým se Straňák údajně k vraždě přiznal. Ludvík Rakaš ale v roce 2023 přiznal, že tehdy lhal. Jeho motivací byla snaha zkrátit si trest, jako se to podařilo jeho bratranci Milanovi. Ten byl odsouzen na šest let; ve vězení byl dva a půl roku a po své výpovědi se do vězení už nikdy nevrátil. Šestkrát mu bylo prodlouženo přerušení trestu, posedmé mu byl zbytek trestu definitivně prominut. Důvody byly zdravotní. „Zajímavé bylo, že v době, kdy mu byl přerušován ten trest právě z toho důvodu, že potřebuje specializovanou péči a jeho život je ohrožen, tak běžně cestoval do zahraničí. Podle svých facebookových stránek například do Polska nebo do Spojených států amerických, kde pobýval,“ řekl k tomu Šimonův advokát Robert Cholenský.[1] Odsouzení dvou lidí k výjimečným trestům na základě „svědectví z doslechu“ je podle něj v civilizovaném světě vyloučeno.[23] Námitky obžalovaných i jejich obhájců k věrohodnosti těchto svědků, kteří byli odsouzeni za milionové investiční podvody, soud odmítl.[24] Straňákovi další spoluvězni naopak u soudu vypovídali, že vraždu popíral.[23]

- Rodina se po nálezu mrtvého intenzivně bránila tomu, aby lékařka záchranné služby zavolala policii. Lékařka proto událost uzavřela s tím, že důchodce spadl ze schodů. Dům i vybavení přitom bylo ve značné míře potřísněno krví. Rodina ihned po nálezu mrtvého dům začala uklízet a zakrvácené věci vyhazovat. Úklid prováděla vodou s Jarem i Savem, zdi od krve synové přestříkali vápnem.[14]

- I přes intenzivní úklid na místě s využitím chemických prostředků jako Savo soud přihlížel jako k významným důkazům k pachovým stopám. Ty jsou však obecně považovány za velmi nespolehlivé.[2][3]

- Vyšetřování vraždy bylo navíc zahájeno až s odstupem několika dní, 26. září. Tehdy patolog oznámil policii své zjištění, že důchodce někdo brutálně ubil, nejméně 30 ranami do hlavy a dalších částí těla.[16]

- Straňák i Šimon se po celou dobu vehementně brání tvrzení, že by důchodce zavraždili. Straňák se přitom sebekritickým způsobem přiznává k jiné závažné trestné činnosti (loupežnému přepadení), kterou spáchal.[25]

- Podle tvrzení muže, který Straňáka a Šimona seznámil, se odsouzení v době vraždy ani neznali. Nasvědčoval by tomu i výpis jejich hovorů, které začaly teprve asi měsíc poté.[25]